# هلن گوین وون
دِیم هلن شارلوت ایزابلا گوین-وون (با نام خانوادگی اصلی فریزر؛ انگلیسی: Helen Gwynne-Vaughan; ۲۱ ژانویهٔ ۱۸۷۹ – ۲۶ اوت ۱۹۶۷) گیاه‌شناس و قارچ‌شناس برجسته انگلیسی بود. در طول جنگ جهانی اول، او در سپاه کمکی ارتش زنان خدمت کرد و سپس از سال ۱۹۱۸ تا ۱۹۱۹ به عنوان فرمانده نیروی هوایی سلطنتی زنان (WRAF) فعالیت داشت. در طول جنگ جهانی دوم نیز از ۱۹۳۹ تا ۱۹۴۱ به عنوان رئیس کنترل‌کننده‌های خدمات سرزمینی کمکی (ATS) خدمت کرد.

## اوایل زندگی و تحصیلات
هلن شارلوت ایزابلا فریزر در ۲۱ ژانویه ۱۸۷۹ در وستمینستر، لندن، انگلستان به دنیا آمد. او دختر بزرگ کاپیتان آرتور هی دیوید فریزر (۱۸۵۲–۱۸۸۴؛ پسر الکساندر فریزر، هجدهمین لرد سالتون) و لوسی جین (درگذشته ۱۹۳۹)، دختر سرگرد رابرت دانکن فرگوسن از تیپ تفنگداران و نیروی شبه‌نظامی سلطنتی ایرشر و ویگتون بود. لوسی فریزر رمان‌نویس و بانوی اضافی در انتظار به‌عنوان ندیمه شاهدخت بئاتریس پادشاهی متحده بود. در سال ۱۸۸۷، پس از بیوه‌شدن، با فرانسیس هی-نیوتن، دیپلمات، ازدواج کرد.
به دلیل شغل ناپدری‌اش، فریزر بخش زیادی از جوانی خود را در خارج از کشور گذراند و عمدتاً توسط معلمان سرخانه آموزش دید. از سال ۱۸۹۵ تا ۱۸۹۶ در کالج زنان چلتنهام، یک مدرسه شبانه‌روزی خصوصی دخترانه در چلتنهام، گلاسترشر تحصیل کرد.
در سال ۱۸۹۹، او در بخش بانوان کالج کینگز لندن برای شرکت در آزمون‌های ورودی دانشگاه آکسفورد ثبت‌نام کرد. با این حال، او در کالج کینگز به عنوان یکی از اولین دانشجویان زن ماند تا در رشته گیاه‌شناسی و جانورشناسی تحصیل کند. او در سال ۱۹۰۲ مدال کارتر را دریافت کرد و در سال ۱۹۰۴ از دانشگاه لندن با مدرک لیسانس علوم (BSc) فارغ‌التحصیل شد. او همچنین تحت نظر مارگارت جین بنسون، رئیس دپارتمان گیاه‌شناسی کالج رویال هالووی تحصیل کرد. در سال ۱۹۰۷ مدرک دکترای علوم (DSc) را دریافت کرد.

## حرفه

### فعالیت آکادمیک
پس از اتمام مدرک لیسانس، او سال ۱۹۰۴ را به عنوان دستیار آموزشی برای قارچ‌شناس وی.اچ. بلکمن در کالج دانشگاهی لندن گذراند. در سال ۱۹۰۵ به کالج رویال هالووی نقل مکان کرد و به عنوان دستیار آموزشی گیاه‌شناس مارگارت جین بنسون مشغول به کار شد. در سال ۱۹۰۶ به سمت استادیار ارتقا یافت. در سال ۱۹۰۷، او به خاطر تحقیقاتش در مورد تولیدمثل قارچ‌ها موفق به دریافت مدرک D.Sc. شد و به عنوان مدرس گیاه‌شناسی در دانشگاه کالج ناتینگهام منصوب شد. در سال ۱۹۰۹ به عنوان رئیس دپارتمان گیاه‌شناسی کالج بیرکبک لندن انتخاب شد. از ۱۹۱۷ تا ۱۹۱۹، او برای خدمت در جنگ جهانی اول از فعالیت آکادمیک فاصله گرفت.
در سال ۱۹۲۰ او برای کرسی استادی ریجیوس گیاه‌شناسی در دانشگاه آبردین اقدام کرد، اما موفق نشد. در عوض، او به کالج بیرکبک بازگشت و در سال ۱۹۲۱ به عنوان استاد گیاه‌شناسی منصوب شد. او مطالعات خود را در زمینه ژنتیک قارچ‌ها ادامه داد. او از سال ۱۹۲۱ تا ۱۹۳۹ و دوباره از ۱۹۴۱ تا ۱۹۴۴ رئیس دپارتمان بود. او در سال ۱۹۴۴ از فعالیت تمام‌وقت آکادمیک بازنشسته شد و توسط دانشگاه لندن به عنوان استاد بازنشسته (امریتوس) منصوب شد.

### خدمات نظامی
در سال ۱۹۱۷، او به عنوان کنترل‌کننده سپاه کمکی ارتش زنان در فرانسه منصوب شد، در کنار مونا چالمرز واتسون، کنترل‌کننده ارشد WAAC در لندن. او به خاطر خدماتش در ژانویه ۱۹۱۸ اولین زنی بود که موفق به دریافت نشان DBE نظامی شد. او از سپتامبر ۱۹۱۸ تا دسامبر ۱۹۱۹ به عنوان فرمانده نیروی هوایی سلطنتی زنان (WRAF) خدمت کرد، هرچند با اکراه این سمت را پذیرفته بود.
گوین-وون در سال ۱۹۳۹ به عنوان رئیس کنترل‌کننده‌های خدمات سرزمینی کمکی (ATS) منصوب شد. این سمتی بود که ماری باکستر الیس آن را رد کرده بود، زیرا ترجیح می‌داد رهبری داوطلبان پرستاران سواره نظام کمک‌های اولیه (FANYs) را بر عهده بگیرد. با این حال، الیس موافقت کرد که ۱۵۰۰ زن را برای خدمت در ATS تأمین کند، به شرطی که بقیه اعضای FANY مستقل باقی بمانند. این توافق حاصل شد، اما گوین-وون این توافق را نقض کرد و FANY را مجبور به ادغام کرد. او این سمت را تا سال ۱۹۴۱ حفظ کرد.